# حادثة المنامة
شبكة اعتقالات أغسطس 2010 وقعت في البحرين بدءا من 26 أغسطس 2010 عندما اعتقلت رئيسة لجنة شئون المرأة في جمعية الوفاق الوطني الإسلامية فخرية السنكيس أخت الدكتور عبد الجليل السنكيس المتحدث باسم حقوق الإنسان للمعارضة البحرين حركة حق في مجمع السيف في المنامة عاصمة مملكة البحرين. وفقا لصحيفة نيويورك تايمز دخلت ثلاث نساء يرتدين النقاب والعباءة المجمع التجاري ورفعوا لافتة كتب عليها «لا يجوز الاعتقال التعسفي واحتجاز الأشخاص». حاصر أكثر من عشر أشخاص يرتدون الملابس المدنية وضباط شرطة يرتدون الزي الرسمي المكان واعتقلوا فخرية السنكيس من على طاولة مقهى وكبلوا يديها. أفرج عنها في اليوم التالي.
كانت النساء يحتجون على اعتقال العديد من الناشطين في مجال حقوق الإنسان بما في ذلك عبد الجليل السنكيس الذي اعتقل في 13 أغسطس في مطار البحرين الدولي بعد عودته من مؤتمر في لندن حيث كان قد قدم أدلة حول حالة حقوق الإنسان في البحرين. اتهمت الحكومة له بالتورط في الإرهاب. والاعتقالات هي جزء من حملة على المعارضة السياسية في البحرين التي شهدت اعتقال 159 ناشط في أسبوعين في أغسطس 2010 حيث احتجزوا بدون تهمة أو بدون الاتصال بمحاميهم أو أفراد أسرتهم.
دعت منظمة العفو الدولية الحكومة للكشف عن مكان وجود ثمانية من المعتقلين من بينهم عدد من رجال الدين الشيعة. تم حظر المواقع المحلية التي ذكرت الحادثة من قبل الحكومة.
آل خليفة الأسرة الحاكمة السنية تشعر بالقلق إزاء الانتخابات البرلمانية المقبلة في 23 أكتوبر حيث يمكن أن تفقد الكثير من المقاعد لصالح الأغلبية الشيعية في البلاد. العلاقة ما بين البحرين والولايات المتحدة وثيقة حيث تستضيف قاعدة بحرية بينما علاقة المواطنين الشيعة الممتازة مع إيران زادت من التوتر.

## القبض على عبد الجليل السنكيس
اعتقل المتحدث باسم المعارضة في البلاد في مجال حقوق الإنسان عبد الجليل السنكيس في مطار البحرين الدولي في 13 أغسطس عندما عاد مع عائلته من رحلة إلى لندن. السنكيس والناشط الآخر عبد الغني خنجر حضرا مؤتمر في مجلس اللوردات في 5 أغسطس الذي عقد لمناقشة قضايا حقوق الإنسان في البحرين. اعتقل خنجر أيضا جنبا إلى جنب مع اثنين آخرين في 15 أغسطس. في 3 أغسطس نقلت وكالة أنباء البحرين الحكومية عن المصدر من جهاز الأمن الوطني الذي ذكر أن المعتقلون مرتبطون بشبكة تسعى إلى تقويض الأمن القومي. وقال المصدر أن السنكيس الذي يقود الخلايا التخريبية قدم الأموال إلى الخلايا لتنفيذ أعمال إرهابية. من المحتمل أن يواجه السنكيس عقوبة الإعدام بتهمة محاولة قلب نظام الحكم وفقا للمحامي محمد التاجر.
السنكيس الذي يستخدم كرسي متحرك نتيجة شلل جزئي من شلل الأطفال استدعي في 27 أغسطس واشتكى أنه قد وضع في الحبس الانفرادي وحرم من النوم والوصول بشكل منتظم إلى الحمام وحرمانه من الكرسي المتحرك والعكازات. وقال أنه أجبر على التوقيع على وثائق دون وجود فرصة لإعادة النظر فيها.

## اعتقالات أخرى
في 19 أغسطس 2010 ذكرت صحيفة غلف نيوز الإماراتية عن اعتقال ثمانية نشطاء ورجال الدين. بحلول 20 أغسطس بلغ العدد 12 وفقا لموقع Emirates247.com نقلا عن غلف نيوز. وفقا للشيخ راشد بن عبد الله آل خليفة وزير الداخلية فإن الاعتقالات كانت بسبب «أعمال التحريض والتخريب.. المخاطر والأخطار على حياة الناس والوضع الاجتماعي والاقتصادي وكذلك سمعة البلد المحلية والدولية». أعلن نائب رئيس الأمن العام أن اثنين من مثيري الشغب أصيبوا وتم تنفيذ خمسة وعشرين هجمة بالمولوتوف اعتبارا من 22 أغسطس حسبما ورد في تقرير صحيفة خليج تايمز الإماراتية.
ارتفع عدد الذين اعتقلوا بشكل كبير بعد الحادث الذي وقع في مجمع السيف. في 26 أغسطس ذكرت صحيفة تايمز أن عدد المعتقلين قد ارتفع إلى 159 وأنه شمل شباب لا يعتبرون ناشطين. في اليوم التالي ذكرت صحيفة جلف نيوز ديلي أن مهند أبو زيتون الذي يعمل في صحيفة الوطن المحلية الناطقة باللغة العربية تعرض لهجوم من رجلين ملثمين. أشار الضحية أنه لم يكن المقصود مباشرة بالهجوم ولكن صحيفته التي كانت تهاجم بشدة العنف والإرهاب. أدانت الشرطة البحرينية وغيرها من المنظمات الديمقراطية الهجوم وفقا لتقرير جلف ديلي نيوز.

## الحملة الحكومية
في 6 سبتمبر ذكرت صحيفة غلف نيوز عن حملة واسعة من جانب الحكومة البحرينية. ذكر جهاز الأمن الوطني أنه تم «تفكيك شبكة إرهابية» بما في ذلك اعتقال عشرة على الأقل من القادة المسؤولين عن التخطيط وجمع الأموال وثلاثة عشر على الأقل من رؤساء خلايا الإشراف على «أعمال التخريب» في أجزاء مختلفة من البلاد. اقترح الجهاز أن «الشبكات الإرهابية» تهدف إلى قلب نظام الحكم. لم يشر إلى مصادر غير حكومية لتأكيد ما حدث.
في اليوم نفسه ذكرت صحيفة غلف نيوز أن حكومة البحرين تعتزم «التحقيق في إساءة استخدام الدين». الأمير خليفة بن سلمان آل خليفة رئيس وزراء البحرين بعث برسالة إلى ملك البلاد حمد بن عيسى آل خليفة يحثه باستعادة «منابر المساجد لتجنب تعرضهم للاختطاف من قبل سياسيين غير كفء أو الدعاة الذين لا يبحثون عن مصالح الأمة والتأكيد على أن ولاية الأمة هي نقطة الانطلاق في جهودنا لتحقيق التوجه الديني السليم».
هناك تقرير ثالث من جماعات حقوق الإنسان نقلت أن «أكثر من 250 شخصا اعتقلوا وأنه حدث رد فعل عنيف امتد إلى الشوارع باشتباك العصابات مع الشرطة وإغلاق الشوارع بالمتاريس والاطارات المشتعلة». في اليوم السابق تم إبلاغ وسائل الاعلام الرسمية بنشر صور 23 من شخصيات المعارضة التي تتراوح بين الأساتذة إلى سائقي سيارات الأجرة. لم تذكر أي تفاصيل عن مؤامرة انقلاب مزعومة.